# مونیک آدامچاک
 مونیک آدامچاک (انگلیسی: Monique Adamczak؛ زادهٔ ۲۱ ژانویهٔ ۱۹۸۳) یک تنیس‌باز اهل استرالیا است.